# یوحنا مالالاس

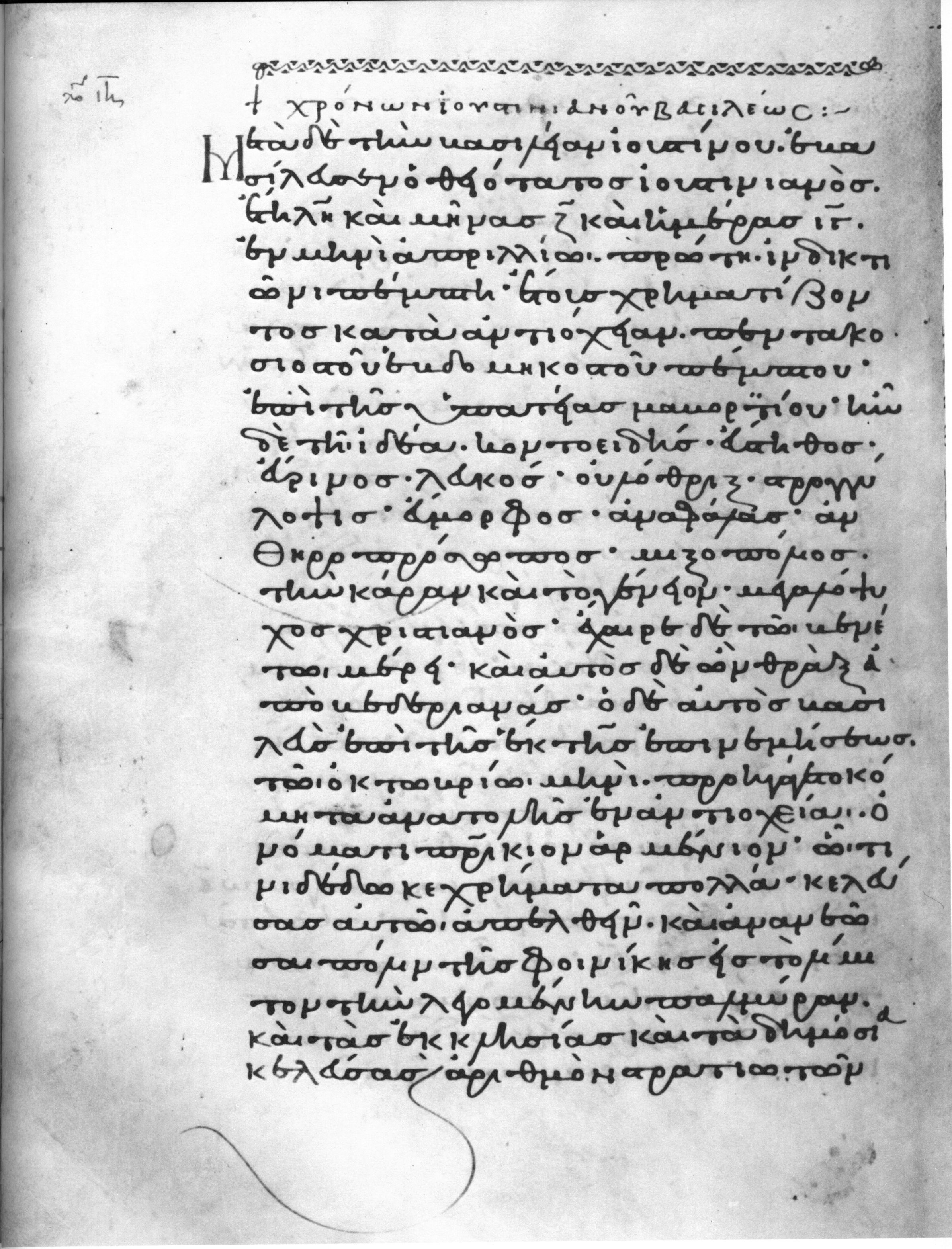
تصویری از یوحنا مالالاس (به خط یونانی)

یوحنا مالالاس یا جان مالالاس (به یونانی: Ἰωάννης Μαλάλας) (زادهٔ پیرامون ۴۹۱ میلادی- مرگ ۵۷۸ میلادی) رویدادنامه‌نویس یونانی اهل انطاکیه بود. عنوان مالالاس به‌احتمال واژه‌ای سریانی بوده به معنای سخن‌پرداز؛ نخستین بار این لقب از سوی یوحنای دمشقی بر او نهاده‌شد.
مالالاس در انطاکیه زاده شد و در آنجا به کارهای قضایی می‌پرداخته‌است. گویا پس از اینکه ایرانیان شهر انطاکیه را از دست رومیان بیرون آوردند (پیرامون ۵۴۰ میلادی) و در زمان امپراتوری ژوستینین یکم مالالاس از این شهر به قسطنطنیه رفته‌باشد. اثر مالالاس خرونوگرافیا نام‌داشته و در ۱۸ کتاب به رشتهٔ تحریر درآمده بود. آغاز و انجام این اثر از میان رفته‌است. این تاریخ با تاریخ اسطوره‌ای مصر باستان آغاز و با لشکرکشی سرکوب‌گرانهٔ مارسیانوس خواهرزادهٔ ژوستینین به آفریقا پایان می‌یابد. ولی تمرکز تاریخی این اثر بر دو شهر انطاکیه و قسطنطنیه است.